# 2635 Huggins
2635 Huggins (1982 DS) là một tiểu hành tinh vành đai chính được phát hiện ngày 21 tháng 2 năm 1982 bởi Bowell, E. ở Flagstaff (AM).